# Saison 2019-2020 de l'ASM Clermont Auvergne
Cette page présente la saison 2019-2020 de l'ASM Clermont Auvergne en Top 14 et en Coupe d'Europe.

## Entraîneurs
- Directeur sportif : Franck Azéma
- Manager : Neil McIlroy
- Entraineurs : Didier Bès, Bernard Goutta et Xavier Sadourny

## La saison
Blessé à la fin de la saison dernière (Rupture du ligament tibio-fibulaire), Morgan Parra est toujours indisponible au début de cette saison.
La saison est marquée par une suspension du championnat à partir du 13 mars après le début de la propagation de la pandémie de Covid-19 en France. Le 30 avril, la LNR propose l'arrêt définitif du championnat, après une réunion extraordinaire organisée la veille avec tous les membres du bureau exécutif et les présidents de clubs. Par conséquent, le titre national n'est pas attribué et aucune promotion, ni relégation n'est promulguée, à l'issue de cette édition ; la décision est définitivement approuvée par le comité directeur de la LNR le 2 juin.

## Effectif
| Nom                   | Poste            | Naissance         | Nationalité sportive | International | Dernier club          | Arrivée au club (année) |
| --------------------- | ---------------- | ----------------- | -------------------- | ------------- | --------------------- | ----------------------- |
| Davit Zirakashvili    | Pilier           | 20 septembre 1983 | Géorgie              |               | Formé au club         | 2004                    |
| Étienne Falgoux       | Pilier           | 19 janvier 1993   | France               |               | Formé au club         | 2012                    |
| Beka Kakabadze        | Pilier           | 7 mai 1995        | Géorgie              |               | Formé au club         | 2014                    |
| Giorgi Beria          | Pilier           | 11 novembre 1999  | France               | -20a          | Formé au club         | 2016                    |
| Sipili Falatea        | Pilier           | 6 juin 1997       | France               |               | Formé au club         | 2017                    |
| Rabah Slimani         | Pilier           | 18 octobre 1989   | France               |               | Stade Français Paris  | 2017                    |
| Loni Uhila            | Pilier           | 7 avril 1989      | Tonga                |               | Hurricanes            | 2017                    |
| Duane Aholelei        | Pilier           | 16 février 1989   | Tonga                | -             | Waitohi RFC           | 2019                    |
| Yohan Beheregaray     | Talonneur        | 29 mai 1996       | France               |               | Formé au club         | 2013                    |
| John Ulugia           | Talonneur        | 17 janvier 1986   | Australie            |               | US bressane           | 2014                    |
| Mike Tadjer           | Talonneur        | 10 mars 1989      | Portugal             |               | FC Grenoble           | 2019                    |
| Paul Jedrasiak        | Deuxième ligne   | 6 février 1993    | France               |               | Formé au club         | 2011                    |
| Arthur Iturria        | Deuxième ligne   | 13 mai 1994       | France               |               | Formé au club         | 2012                    |
| Sébastien Vahaamahina | Deuxième ligne   | 21 octobre 1991   | France               |               | USA Perpignan         | 2014                    |
| Sitaleki Timani       | Deuxième ligne   | 19 septembre 1986 | Australie            |               | Montpellier HR        | 2016                    |
| Jacobus van Tonder    | Deuxième ligne   | 3 mars 1998       | Afrique du Sud       |               | Formé au club         | 2016                    |
| George Merrick (en)   | Deuxième ligne   | 4 octobre 1992    | Angleterre           | -20a          | Harlequins            | 2019                    |
| Alexandre Lapandry    | Troisième ligne  | 13 avril 1989     | France               |               | Formé au club         | 2007                    |
| Peceli Yato           | Troisième ligne  | 17 janvier 1993   | Fidji                |               | Formé au club         | 2012                    |
| Fritz Lee             | Troisième ligne  | 29 août 1988      | Nouvelle-Zélande     |               | Chiefs                | 2013                    |
| Maxence Lemardelet    | Troisième ligne  | 8 mai 1999        | France               | -20a          | Formé au club         | 2014                    |
| Judicaël Cancoriet    | Troisième ligne  | 25 avril 1996     | France               |               | RC Massy              | 2015                    |
| Julien Ruaud          | Troisième ligne  | 7 décembre 1997   | France               | -20a          | Formé au club         | 2015                    |
| Alexandre Fischer     | Troisième ligne  | 19 janvier 1998   | France               |               | Formé au club         | 2016                    |
| Faifili Levave        | Troisième ligne  | 15 janvier 1986   | Samoa                |               | Stade rochelais       | 2019                    |
| Morgan Parra          | Demi de mêlée    | 15 novembre 1988  | France               |               | CS Bourgoin-Jallieu   | 2009                    |
| Charlie Cassang       | Demi de mêlée    | 8 février 1995    | France               |               | Formé au club         | 2014                    |
| Greig Laidlaw         | Demi de mêlée    | 12 octobre 1985   | Écosse               |               | Gloucester            | 2017                    |
| Kévin Viallard        | Demi de mêlée    | 27 novembre 2000  | France               | -20a          | Formé au cub          | 2018                    |
| Rudy Paige            | Demi de mêlée    | 2 août 1989       | Afrique du Sud       |               | Central Cheetahs      | 2019                    |
| Camille Lopez         | Demi d'ouverture | 3 avril 1989      | France               |               | USA Perpignan         | 2014                    |
| Jake McIntyre         | Demi d'ouverture | 28 avril 1994     | Australie            |               | SU Agen               | 2019                    |
| Wesley Fofana         | Centre           | 20 janvier 1988   | France               |               | Formé au club         | 2007                    |
| Damian Penaud         | Centre           | 25 septembre 1996 | France               |               | Formé au club         | 2014                    |
| Léo Treilles          | Centre           | 26 janvier 2000   | France               |               | Formé au club         | 2015                    |
| Tani Vili             | Centre           | 31 octobre 2000   | France               |               | Formé au club         | 2017                    |
| George Moala          | Centre           | 5 novembre 1990   | Nouvelle-Zélande     |               | Blues                 | 2018                    |
| Apisai Naqalevu       | Centre           | 21 août 1989      | Fidji                |               | Union Bordeaux Bègles | 2018                    |
| JJ Engelbrecht        | 22 février 1989  | Centre            | Afrique du Sud       |               | Stormers              | 2019                    |
| Alivereti Raka        | Ailier           | 9 décembre 1994   | France               |               | Formé au club         | 2014                    |
| Samuel Ezeala         | Ailier           | 11 décembre 1999  | France               |               | Formé au club         | 2018                    |
| Donovan Taofifénua    | Ailier           | 30 mars 1999      | France               |               | Formé au club         | 2019                    |
| Peter Betham          | Ailier           | 6 janvier 1989    | Australie            |               | Leicester             | 2017                    |
| Rémy Grosso           | Ailier           | 4 décembre 1988   | France               |               | Castres Olympique     | 2017                    |
| Tim Nanai-Williams    | Ailier           | 12 juin 1989      | Samoa                |               | Chiefs                | 2018                    |
| Nick Abendanon        | Arrière          | 27 août 1986      | Angleterre           |               | Bath Rugby            | 2014                    |
| Setariki Tuicuvu      | Arrière          | 7 septembre 1995  | Fidji                |               | Formé au club         | 2015                    |
| Isaia Toeava          | Arrière          | 15 janvier 1986   | Nouvelle-Zélande     |               | Kubota Spears         | 2016                    |
| Cheikh Tiberghien     | Arrière          | 8 janvier 2000    | France               |               | Formé au club         | 2019                    |

## Calendrier et résultats

### Top 14
| - ASM Clermont - Stade rochelais : 28-10 - Aviron bayonnais - ASM Clermont : 30-34 - CA Brive - ASM Clermont : 28-21 - ASM Clermont - Section paloise : 28-37 - Stade français - ASM Clermont : 18-32 - ASM Clermont - Montpellier HR : 20-13 - Union Bordeaux Bègles - ASM Clermont : 42-15 - ASM Clermont - Lyon OU : 24-15 - Stade toulousain - ASM Clermont : 34-8 - ASM Clermont - SU Agen : 30-13 - RC Toulon - ASM Clermont : 41-19 - ASM Clermont - Castres olympique : 39-22 - Racing 92 - ASM Clermont : 27-19 | - Stade rochelais - ASM Clermont : N'a pas été joué - ASM Clermont - Aviron bayonnais : N'a pas été joué - ASM Clermont - CA Brive : N'a pas été joué - Section paloise - ASM Clermont : 20-23 - ASM Clermont - Stade français : 29-19 - Montpellier HR - ASM Clermont : N'a pas été joué - ASM Clermont - Union Bordeaux Bègles : 22-31 - Lyon OU - ASM Clermont : N'a pas été joué - ASM Clermont - Stade toulousain : N'a pas été joué - SU Agen - ASM Clermont : 15-32 - ASM Clermont - RC Toulon : N'a pas été joué - Castres olympique- ASM Clermont : N'a pas été joué - ASM Clermont - Racing 92 : N'a pas été joué |

#### Phase qualificative: classement final au 1er mars 2020
| Rang | Club                  | J  | V  | N | D  | Bo | Bd | Pm  | Pe  | Diff | Pts |
| ---- | --------------------- | -- | -- | - | -- | -- | -- | --- | --- | ---- | --- |
| 1    | Union Bordeaux Bègles | 17 | 13 | 1 | 3  | 6  | 1  | 475 | 317 | +158 | 61  |
| 2    | Lyon OU               | 17 | 12 | 0 | 5  | 5  | 0  | 463 | 304 | +159 | 53  |
| 3    | Racing 92             | 17 | 9  | 1 | 7  | 5  | 3  | 451 | 324 | +127 | 46  |
| 4    | RC Toulon             | 17 | 9  | 2 | 6  | 3  | 1  | 386 | 334 | +52  | 44  |
| 5    | Stade rochelais       | 17 | 9  | 0 | 8  | 3  | 3  | 370 | 377 | -7   | 42  |
| 6    | ASM Clermont          | 17 | 10 | 0 | 7  | 1  | 0  | 423 | 415 | +8   | 41  |
| 7    | Stade toulousain (T)  | 17 | 8  | 1 | 8  | 4  | 2  | 368 | 331 | +37  | 40  |
| 8    | Montpellier HR        | 17 | 6  | 3 | 8  | 2  | 5  | 404 | 390 | +14  | 37  |
| 9    | Aviron bayonnais (P)  | 17 | 7  | 1 | 9  | 0  | 3  | 327 | 409 | -82  | 33  |
| 10   | Castres olympique     | 17 | 7  | 0 | 10 | 3  | 2  | 392 | 460 | -68  | 33  |
| 11   | CA Brive (P)          | 17 | 7  | 1 | 9  | 1  | 2  | 364 | 439 | -75  | 33  |
| 12   | Section paloise       | 17 | 6  | 0 | 11 | 0  | 4  | 334 | 414 | -80  | 28  |
| 13   | SU Agen               | 17 | 5  | 1 | 11 | 0  | 4  | 323 | 404 | -81  | 26  |
| 14   | Stade français Paris  | 17 | 5  | 1 | 11 | 0  | 3  | 328 | 488 | -160 | 25  |

### Coupe d'Europe
Dans la Coupe d'Europe l'ASM Clermont, fait partie de la poule 3 et est opposé aux Anglais de Bath et des Harlequins, et aux Irlandais de l'Ulster.
| - ASM Clermont - Harlequins : 53-21 - Ulster - ASM Clermont : 18-13 - Bath - ASM Clermont : 17-34 | - ASM Clermont - Bath : 52-26 - ASM Clermont - Ulster : 29-13 - Harlequins - ASM Clermont : 19-26 |

| Rang | Équipe       | J | V | N | D | Em | Ee | Bo | Bd | Pm  | Pe  | Diff | Pts |
| ---- | ------------ | - | - | - | - | -- | -- | -- | -- | --- | --- | ---- | --- |
| 1    | ASM Clermont | 6 | 5 | 0 | 1 | 24 | 16 | 3  | 1  | 207 | 114 | +93  | 24  |
| 2    | Ulster       | 6 | 5 | 0 | 1 | 16 | 10 | 1  | 0  | 129 | 107 | +22  | 21  |
| 3    | Harlequins   | 6 | 2 | 0 | 4 | 13 | 20 | 0  | 2  | 114 | 166 | -52  | 10  |
| 4    | Bath Rugby   | 6 | 0 | 0 | 6 | 12 | 19 | 1  | 4  | 102 | 165 | -63  | 5   |

Avec 5 victoires et 1 défaite, l' ASM Clermont termine 1er de la poule 3 et est qualifié pour les quarts de finale.
Phases finales
Quarts de finale
- ASM Clermont -  Racing 92 :  27-36

## Statistiques

### Championnat de France
Meilleurs réalisateurs
| Rang | Joueur        | Poste            | Points | Essais | Transf. | Pén. | Drops |
| ---- | ------------- | ---------------- | ------ | ------ | ------- | ---- | ----- |
| 1    | Jake McIntyre | Demi d'ouverture | 109    | 1      | 13      | 26   | 0     |
| 2    | Morgan Parra  | Demi de mêlée    | 65     | 0      | 7       | 17   | 0     |
| 3    | Greig Laidlaw | Demi de mêlée    | 45     | 0      | 6       | 11   | 0     |

Meilleurs marqueurs
| Rang | Joueur         | Poste                  | Essais |
| ---- | -------------- | ---------------------- | ------ |
| 1    | Peceli Yato    | Troisième ligne        | 4      |
| 1    | Fritz Lee      | Troisième ligne centre | 4      |
| 1    | George Moala   | Centre                 | 4      |
| 4    | Alivereti Raka | Ailier                 | 3      |
| 4    | Samuel Ezeala  | Ailier                 | 3      |
| 4    | Peter Betham   | Ailier, centre         | 3      |

### Coupe d'Europe
Meilleurs réalisateurs
| Rang | Joueur         | Poste         | Points | Essais | Transf. | Pén. | Drops |
| ---- | -------------- | ------------- | ------ | ------ | ------- | ---- | ----- |
| 1    | Morgan Parra   | Demi de mêlée | 53     | 0      | 13      | 9    | 0     |
| 2    | Greig Laidlaw  | Demi de mêlée | 29     | 0      | 7       | 5    | 0     |
| 3    | George Moala   | Centre        | 25     | 5      | 0       | 0    | 0     |
| 3    | Alivereti Raka | Ailier        | 25     | 5      | 0       | 0    | 0     |

Meilleurs marqueurs
| Rang | Joueur         | Poste           | Essais |
| ---- | -------------- | --------------- | ------ |
| 1    | George Moala   | Centre          | 5      |
| 1    | Alivereti Raka | Ailier          | 5      |
| 3    | Samuel Ezeala  | Ailier          | 2      |
| 3    | Damian Penaud  | Ailier, Centre  | 2      |
| 3    | Peceli Yato    | Troisième ligne | 2      |